# Sirač
 Sirač  è un comune della Croazia di 2 546 abitanti della regione di Bjelovar e della Bilogora.